# Kátov
Kátov je naseljeno mjesto u okrugu Skalica u Trnavskom kraju u Slovačkoj.

## Stanovništvo
| Godina:     | 1993. | 2003.   | 2013.   | 2023.   |
| ----------- | ----- | ------- | ------- | ------- |
| Broj ljudi: | 530   | 567     | 596     | 615     |
| Razlika:    |       | +6,98 % | +5,11 % | +3,18 % |

| Godina:     | 2022. | 2023.   |
| ----------- | ----- | ------- |
| Broj ljudi: | 621   | 615     |
| Razlika:    |       | -0,96 % |

Prema podacima o broju stanovnika iz 2023. godine naselje je imalo 615 stanovnika.

## Vanjske poveznice
|  | Zajednički poslužitelj ima još gradiva o temi Kátov |

- Službena stranica naselja (sl.)